# Astragalus daqingshanicus
Astragalus daqingshanicus là một loài thực vật có hoa trong họ Đậu. Loài này được Z.G. Jiang & Z.T. Yin miêu tả khoa học đầu tiên năm 1991.